# Codabar

przykład kodu Codabar

Codabar – rodzaj kodu kreskowego znany również jako NW-7, USD-4 czy kod 2 z 7, jest kodem ogólnego zastosowania, pozwalającym na kodowanie cyfr 0-9 oraz sześciu innych znaków. Oprócz tego obejmuje cztery dodatkowe symbole reprezentujące znaki startu i stopu. Jest to kod bardzo niezawodny, łatwy do skanowania i bardzo tolerancyjny w stosunku do niedokładności wydruku. Ze względu na swoje zalety jest często wykorzystywany w handlu detalicznym do znakowania cen. Znalazł on również swoje zastosowanie w bibliotekach, bankach krwi, laboratoriach fotograficznych oraz w firmach dystrybucyjnych.

## Struktura kodu
Wszystkie znaki składają się z 4 kresek i 3 odstępów między nimi. Zarówno kreski jak i odstępy mogą być grube (1), jak i wąskie (0). W podstawowych symbolach (cyfry, −, $) występuje 1 gruba kreska i 1 gruby odstęp (stąd nazwa 2 z 7).
Poszczególne znaki w kodzie są oddzielane pojedynczym wąskim odstępem. Na początku i na końcu powinien być jeden ze znaków startu/stopu (A, B, C lub D, zwanych również odpowiednio T, N, * lub E), które to znaki nie mogą się pojawić w środkowej części kodu.
| znak  | kod    | grubości kresek i przerw | grubości kresek i przerw | grubości kresek i przerw | grubości kresek i przerw | grubości kresek i przerw | grubości kresek i przerw | grubości kresek i przerw |
| ----- | ------ | ------------------------ | ------------------------ | ------------------------ | ------------------------ | ------------------------ | ------------------------ | ------------------------ |
| 0     | lll l  | 0                        | 0                        | 0                        | 0                        | 0                        | 1                        | 1                        |
| 1     | lll l  | 0                        | 0                        | 0                        | 0                        | 1                        | 1                        | 0                        |
| 2     | ll ll  | 0                        | 0                        | 0                        | 1                        | 0                        | 0                        | 1                        |
| 3     | l lll  | 1                        | 1                        | 0                        | 0                        | 0                        | 0                        | 0                        |
| 4     | ll l   | 0                        | 0                        | 1                        | 0                        | 0                        | 1                        | 0                        |
| 5     | lll l  | 1                        | 0                        | 0                        | 0                        | 0                        | 1                        | 0                        |
| 6     | l lll  | 0                        | 1                        | 0                        | 0                        | 0                        | 0                        | 1                        |
| 7     | l ll   | 0                        | 1                        | 0                        | 0                        | 1                        | 0                        | 0                        |
| 8     | l lll  | 0                        | 1                        | 1                        | 0                        | 0                        | 0                        | 0                        |
| 9     | ll ll  | 1                        | 0                        | 0                        | 1                        | 0                        | 0                        | 0                        |
| −     | ll l   | 0                        | 0                        | 0                        | 1                        | 1                        | 0                        | 0                        |
| $     | l ll   | 0                        | 0                        | 1                        | 1                        | 0                        | 0                        | 0                        |
| +     | llll   | 0                        | 0                        | 1                        | 0                        | 1                        | 0                        | 1                        |
| :     | lll    | 1                        | 0                        | 0                        | 0                        | 1                        | 0                        | 1                        |
| /     | lll    | 1                        | 0                        | 1                        | 0                        | 0                        | 0                        | 1                        |
| .     | llll   | 1                        | 0                        | 1                        | 0                        | 1                        | 0                        | 0                        |
| A (T) | l l l  | 0                        | 0                        | 1                        | 1                        | 0                        | 1                        | 0                        |
| B (N) | l l ll | 0                        | 1                        | 0                        | 1                        | 0                        | 0                        | 1                        |
| C (*) | ll l l | 0                        | 0                        | 0                        | 1                        | 0                        | 1                        | 1                        |
| D (E) | ll l l | 0                        | 0                        | 0                        | 1                        | 1                        | 1                        | 0                        |